# Gereonstor

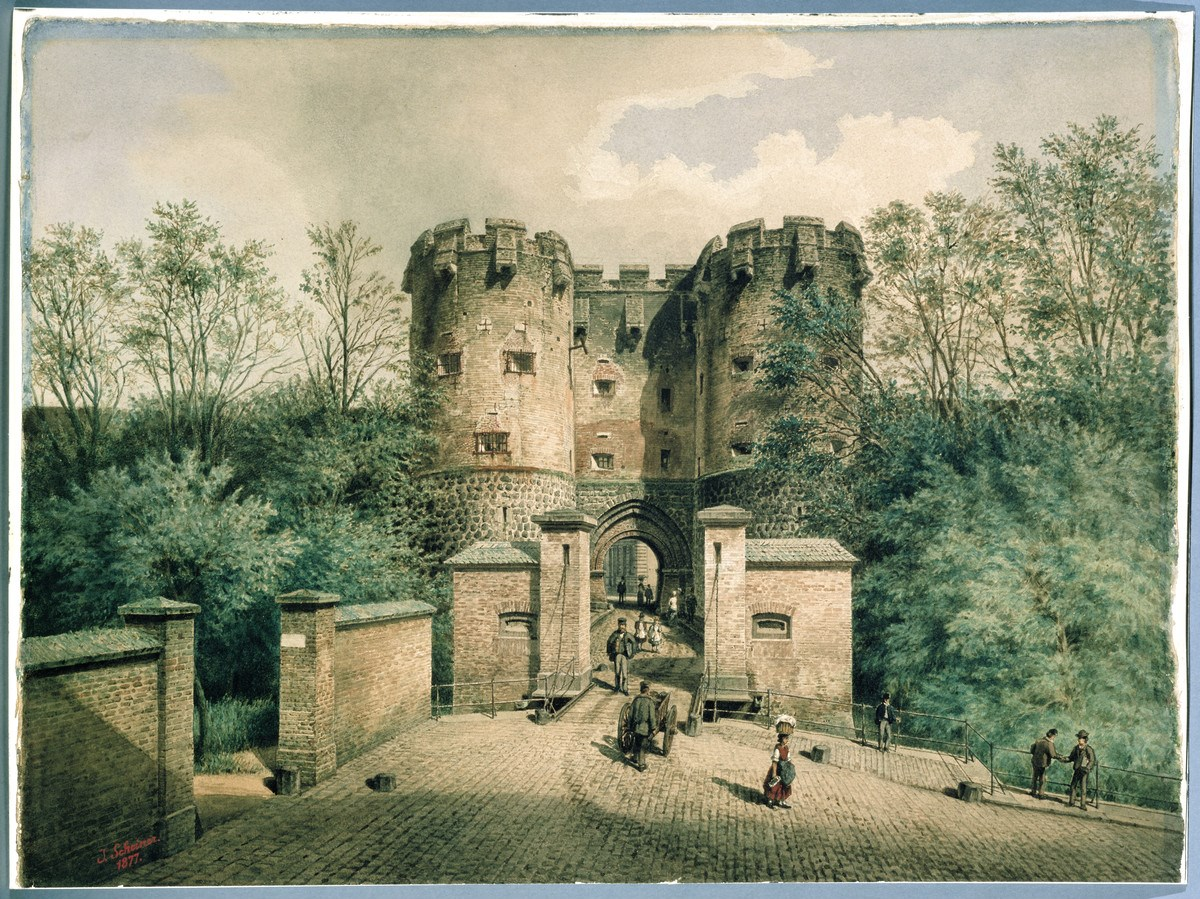
Gereonstor (Gemälde von Jakob Scheiner; 1877)

Das Gereonstor war ein Stadttor in Form eines Doppelturmtors innerhalb der mittelalterlichen Stadtmauer von Köln. Sein Standort befand sich in der Kölner Altstadt-Nord an der heutigen Christophstraße/Von-Werth-Straße, ist benannt nach der nahegelegenen Kirche St. Gereon und wurde 1881 niedergelegt.

## Entstehungsgeschichte

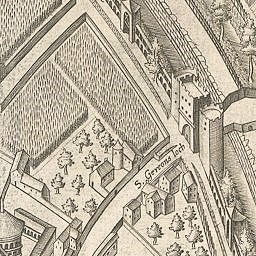
Arnold Mercator – Kölner Stadtansicht von 1570: Gereonstor („S. Gereons loch“)

Das Gereonstor gehörte zu der ab 1180 erbauten linksrheinischen Kölner Stadtbefestigung, deren Halbkreis eine Länge von etwa 7,5 km aufwies. Es handelte sich um eines von sieben Doppelturmtoren, besaß runde Flankentürme und drei Geschosse. Die Toranlage bestand aus Außen- und Innentor, zwischen denen sich eine Torhalle befand. Seine Besonderheit waren die mittelalterlichen Pechnasen am oberen Zinnenkranz, die eine Bauzeit des Tores ab 1215 vermuten lassen. Daher entstand das Gereonstor zur gleichen Zeit wie die anderen Stadttore, deren Bau im Jahre 1260 als abgeschlossen gilt. Die übrigen Tore gehörten zu der Kategorie der Mittelturmtore mit Seitenterrassen in Höhe der Mauer (wie etwa Friesentor und Severinstorburg).
Erstmals bezeugt ist das Gereonstor im Jahre 1259, eine erste urkundliche Erwähnung findet es im Juni 1401 durch den Bau der Gereonskapelle als „poerthe(n) …off Sente Gereon“. Im mittelalterlichen Latein hieß es „Porta Sancti Gereonis“. Feldseitig führte um 1227 eine breite Straße in Höhe der heutigen Gladbacher Straße nordwestlich nach Subbelrath (Sibbewilre) und weiter nach Mechtern; die heutige nach Nordwesten führende Subbelrather Straße ist lediglich 300 Meter vom ehemaligen Standort des Tores entfernt. Im Jahre 1281 inventarisierte man 13 Tore (12 und die Ulrepforte) und 65 Türme, die Kölner Stadtansicht von 1570 des Arnold Mercator zeigt insgesamt elf Tore. Seine Stadtansicht erwähnt das Gereonstor als „S. Gereons loch“, er zeichnete das dreigeschossige Tor bereits im zugemauerten Zustand. Der stadtseitige Mauerverschluss des Tores wurde wohl bereits im 14. Jahrhundert angelegt. In der Mauer beließ man eine schmale niedrige Pforte, die meist verschlossen blieb. Das stadtseitige Areal um das Gereonstor blieb bis ins Spätmittelalter weitgehend unbesiedelt. Der benachbarte – und nach dem Stadttor benannte –  Gereonsmühlenturm fungierte als Windmühle und entstand um 1400 aus Säulenbasalt und Tuffsteinen, wird erstmals 1446 erwähnt und 1558 wegen Baufälligkeit erneuert.

## Funktion
Das Gereonstor gehört zu den ältesten Toren der Stadtmauer und war wohl von Beginn an als reine Dekoration vorgesehen. Das ist auch daran zu erkennen, dass es über 400 Jahre lang zugemauert blieb, weil keine unmittelbare Verkehrsanbindung bestand. Feldseitig befand sich um das Tor ab dem Spätmittelalter eine kleine Mauer. Später fungierte es – wie auch das Hahnentor und der Bayenturm – bis ins 18. Jahrhundert als Stadtgefängnis und galt als das strengste Kölner Gefängnis. Auch Mercators Bezeichnung als „S. Gereons loch“ deutet bereits auf die spätmittelalterliche Nutzung als Gefängnis hin, denn die Gefängnisse hießen damals mittelhochdeutsch auch „Löcher“.
Im Gereonstor waren insgesamt sechs Gefängnisse untergebracht. Eines hatte aus Sicherheitsgründen nicht einmal eine Treppe, sondern war lediglich über ein Seil in der Küche des Aufsehers zu erreichen. Foltern gehörte zu den damaligen Gefängnispraktiken; eine Daumenschraube aus dieser Zeit ist noch im Kölner Stadtmuseum zu besichtigen. Die Schwerverbrecher, die im Gefängnis Gereonstor einsaßen, hießen in Köln „Kettenmänner“, da sie mit schweren Eisen am Bein angekettet waren. Auch der erste namentlich bekannte Chef des Kölner Stadtregiments, der Obrist Gerhard von Kiberin, saß hier nach seiner Verhaftung am 2. Juni 1683 als politischer Gefangener der Revolution des Nikolaus Gülich ein. Nach Gülichs Aufstand wurde das Stadtgefängnis zwischen dem 24. und 27. September 1683 gestürmt und von Kiberin und andere Gefangene befreit.
Erst 1830 ist das Gereonstor als Passage wieder freigegeben worden. Am 22. September 1871 kehrten die preußischen Soldaten aus Frankreich vom Deutsch-Französischen Krieg zurück und marschierten durch das Gereonstor zum Neumarkt. Zu jener Zeit hatte es seine Funktion als Stadtgefängnis bereits verloren.

## Niederlegung

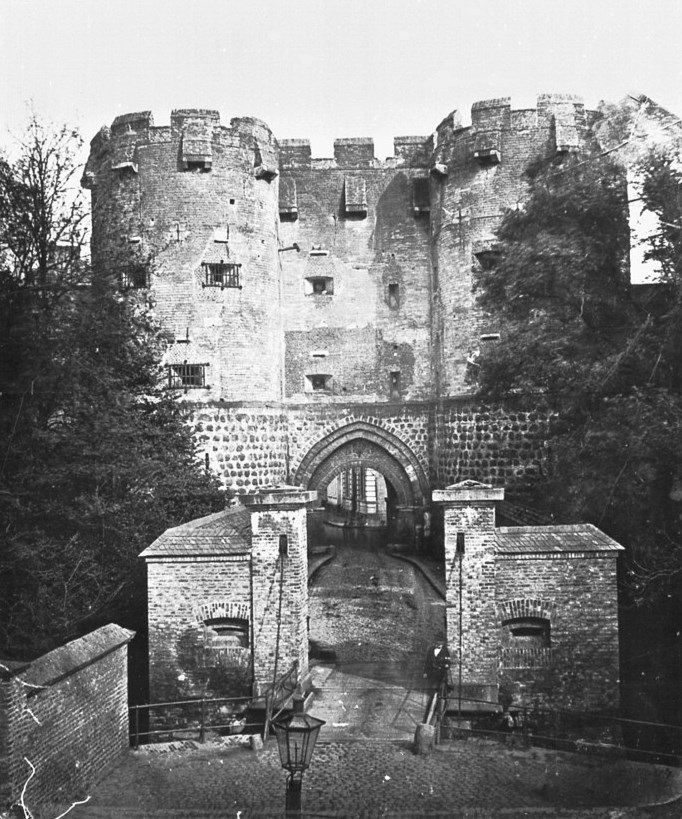
Gereonstor (1877)
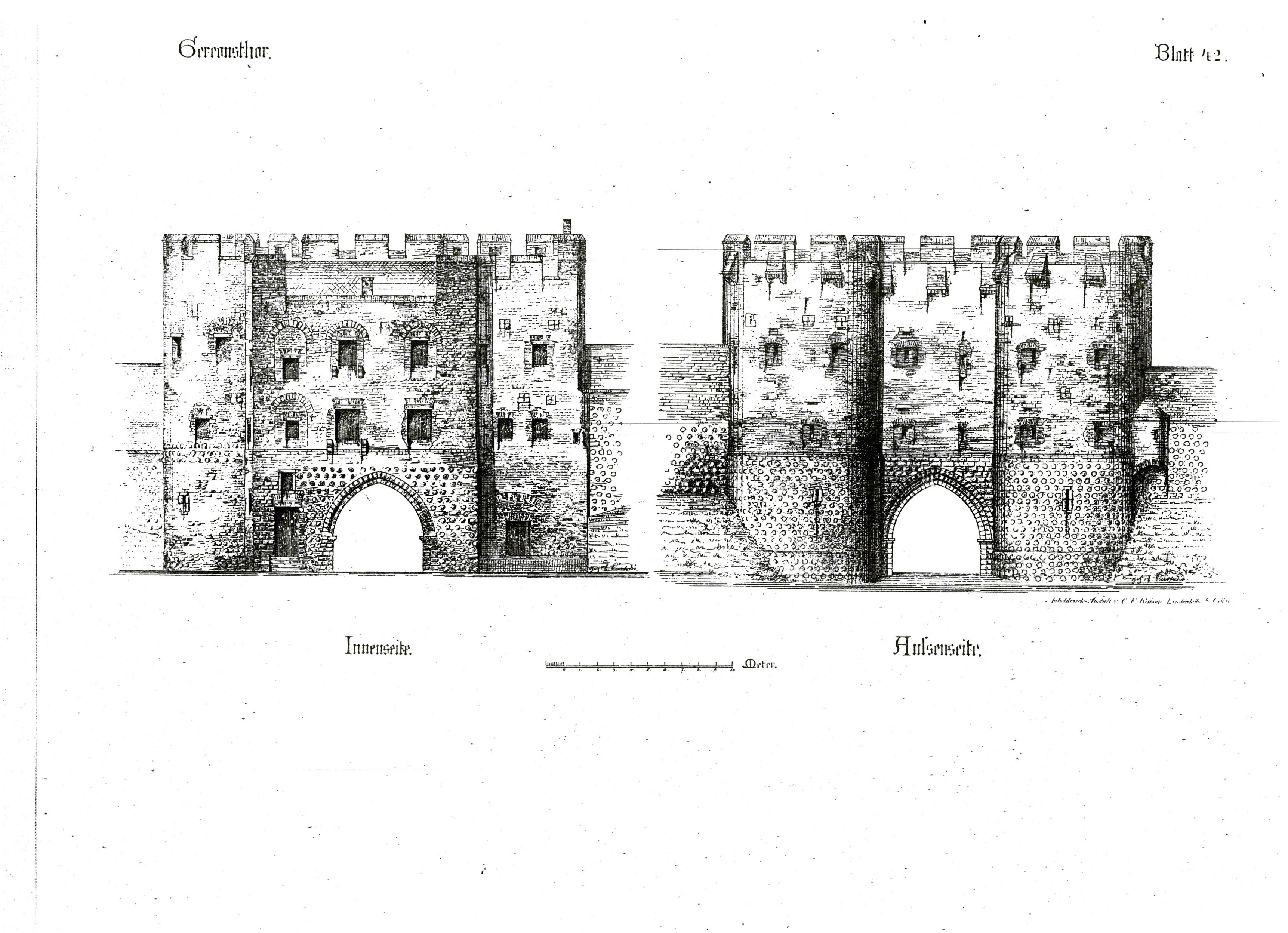
Gereonstor (aus: C. F. Kaiser, Cölner Thorburgen und Befestigungen: 1180 - 1882, 1884, Blatt 42)
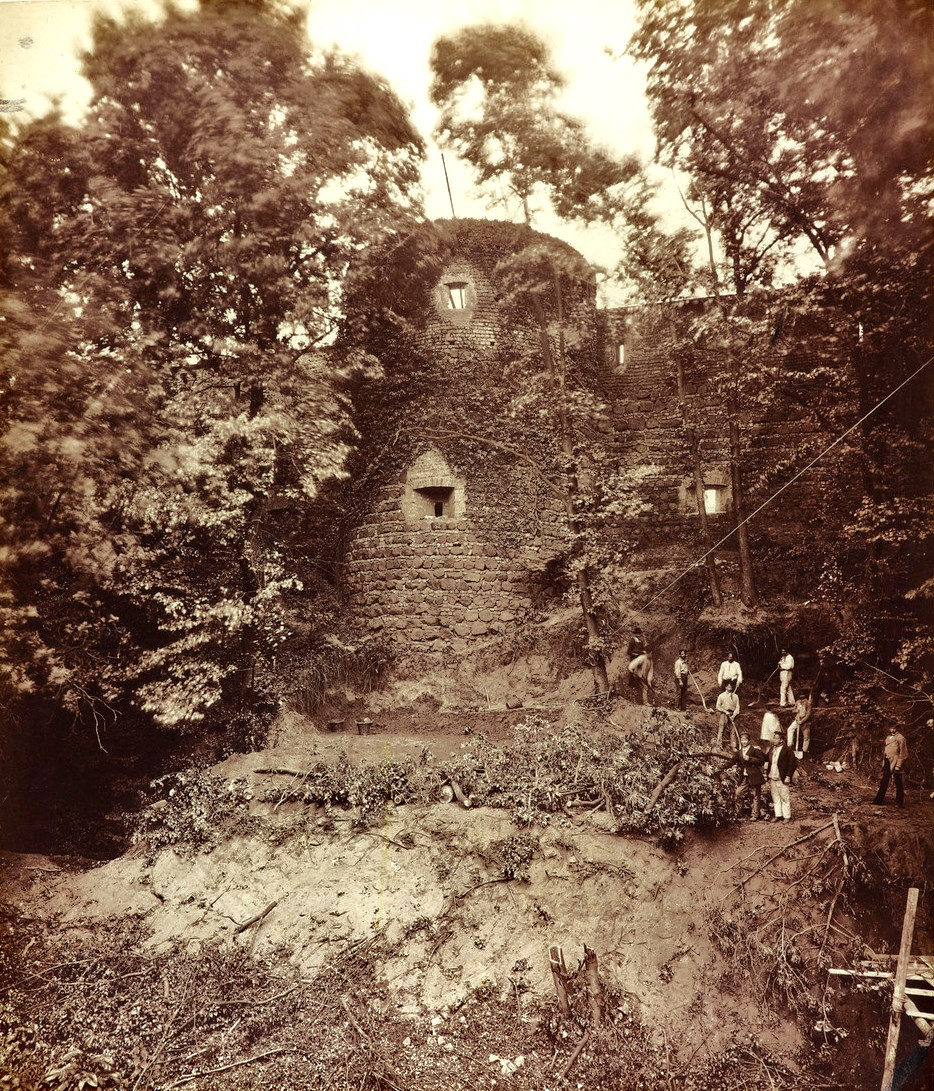
Gereonstor: der Halbturm Nr. 32 der Stadtmauer in der Nähe des Gereonstors wird am 11. Juni 1881 zur Sprengung vorbereitet
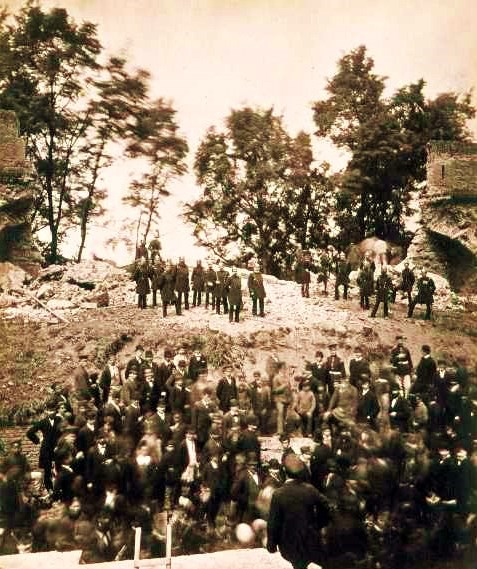
Gereonstor: Feierlichkeiten bei der Sprengung am 11. Juni 1881
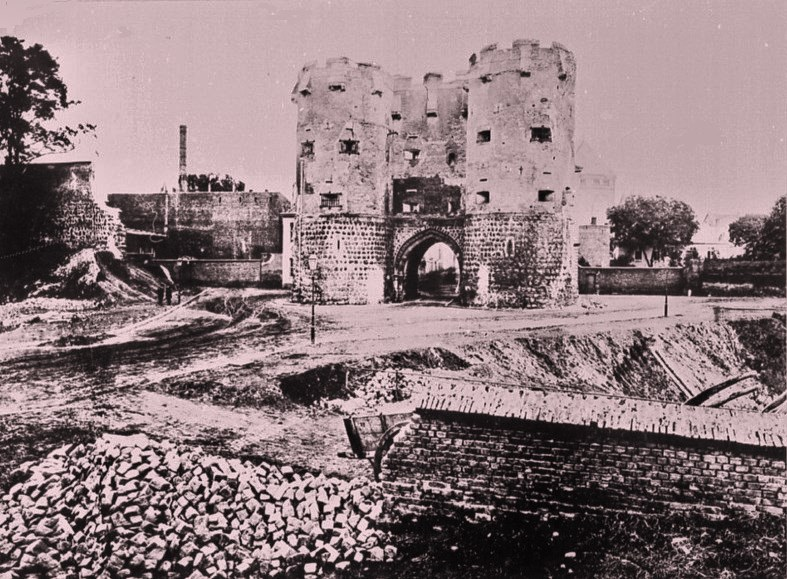
Gereonstor: Landseite während des Abbruchs am 11. Juni 1881 (rechts hinter dem Tor St. Gereon)
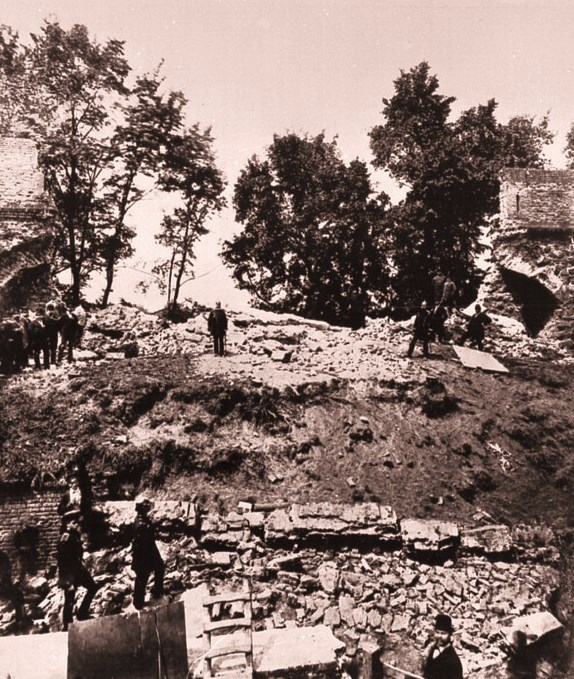
Gereonstor: Sprengung am 11. Juni 1881

Das bis vor 1877 zugemauerte Gereonstor gehörte – wie die anderen Kölner Stadttore und die gesamte Stadtbefestigung – dem preußischen Militärfiskus. Der Rat der Stadt Köln beschloss am 26. Februar 1881, das Areal der Stadtmauer und das zugehörige Militärgelände zu erwerben, bereits am 28. Februar 1881 unterschrieb der Oberbürgermeister Hermann Becker den Kaufvertrag über den Erwerb des Festungsgeländes. Am 5. Mai 1881 wurde der Kaufvertrag zwischen der Stadt Köln und dem Kriegsministerium (Militärfiskus) durch Bestätigung des Reichskanzlers Otto von Bismarck rechtswirksam, durch den die Stadt das Areal von 122,5 Hektar zum Kaufpreis 11,74 Millionen Mark erwarb. Am 4. November 1881 übergab der preußische Militärfiskus das mittlere Drittel des Festungsrayons vom Weyertor bis zum Gereonstor an die Stadtverwaltung. Erst am 5. Juni 1883 ging der Teil von Weyertor bis zum Rhein in städtisches Eigentum über, am 5. Juli 1895 folgte der Rest vom Gereonstor nach Norden bis zum Rhein.

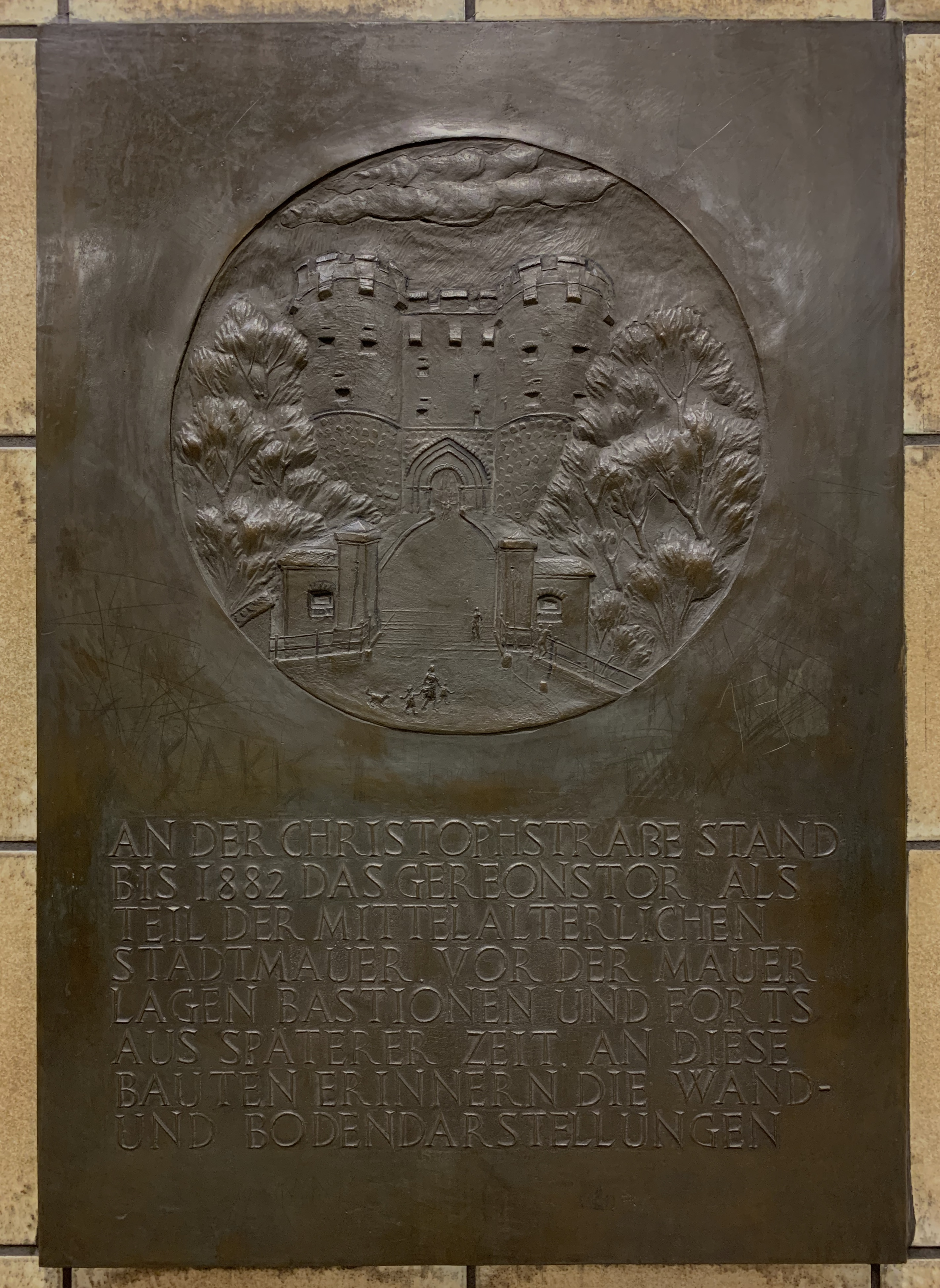
Gedenkplakette zum Abriss des Gereonstors im Jahre 1881 am U-Bahnhof Christophstraße/Mediapark

Bereits vor dem formalen Eigentumserwerb begann die Stadt in Höhe des Gereonshofs 14/Ecke Von-Werth-Straße am 11. Juni 1881 mit der Niederlegung der mittelalterlichen Stadtmauer. Vier Tage vorher sorgten 20 Pioniere für die unterirdische Sprengvorbereitung. Am Vormittag des 11. Juni 1881 zogen die Kölner Bürger in Scharen zum Gereonshof, wo ein Sprengsatz mit dumpfem Knall die erste Bresche in die Stadtmauer am Halbturm Nr. 32 schlug. Den ersten Mauerdurchbruch feierte Oberbürgermeister Becker mit den Worten: „Was unsere Altvorderen bauen mussten, damit Köln groß werde, das müssen wir sprengen, damit Köln nicht klein werde. … Neues Leben blüht aus den Ruinen!“ Das Gereonstor galt als das am besten erhaltene Stadttor der Stadtmauer Kölns, musste aber dennoch anstatt des ursprünglich zum Abriss vorgesehenen Hahnentors weichen. Schon am 1. Oktober 1882 wurde die auf dem ehemaligen Stadtmauergelände boulevardmäßig angelegte Ringstraße zwischen Gereons- und Weyertor dem Verkehr übergeben.

## Sonstiges
An einem Gründerhaus in der Venloer Straße 16 befindet sich ein Bild des Gereonstores. Eine am 11. Juni 1981 am Eckhaus Von Werth-Straße 1 angebrachte Gedenktafel erinnert an den Mauerdurchbruch. Eine weitere Gedenktafel befindet sich am U-Bahnhof Christophstraße/Mediapark.